# Théodore de Banville
Théodore Faullin de Banville född 14 mars 1823 i Moulins, Allier, död 13 mars 1891 i Paris, var en fransk författare, teaterkritiker och litteraturkritiker.
de Banville var en av de ledande bland parnassierna. Han debuterade som nittonåring med Les Cariatides.
Banville ligger begravd på Montparnassekyrkogården.